# Cantone di San Miguel de Urcuquí
Il cantone di San Miguel de Urcuquí è un cantone dell'Ecuador che si trova nella provincia dell'Imbabura.
Il capoluogo del cantone è Urcuquí.